# Harar
Harar (Ge'ez: ሐረር) (ook wel Harar Jurol) is een stad in Ethiopië, en de hoofdstad en enige stad van de stadsregio Harari. De stad heeft 127.000 inwoners (2007), waarvan een meerderheid islamitisch.
In de stad bevinden zich 99 moskeeën, elk voor een van de 99 Schone Namen van God. De stad wordt hiermee (vooral door Afrikaanse moslims) wel als de vierde heilige stad in de (soennitische) islam beschouwd.
Binnen de oude ommuurde stad wonen vooral de plaatselijke Harari, daarbuiten vooral de Oromo en de Amharen.

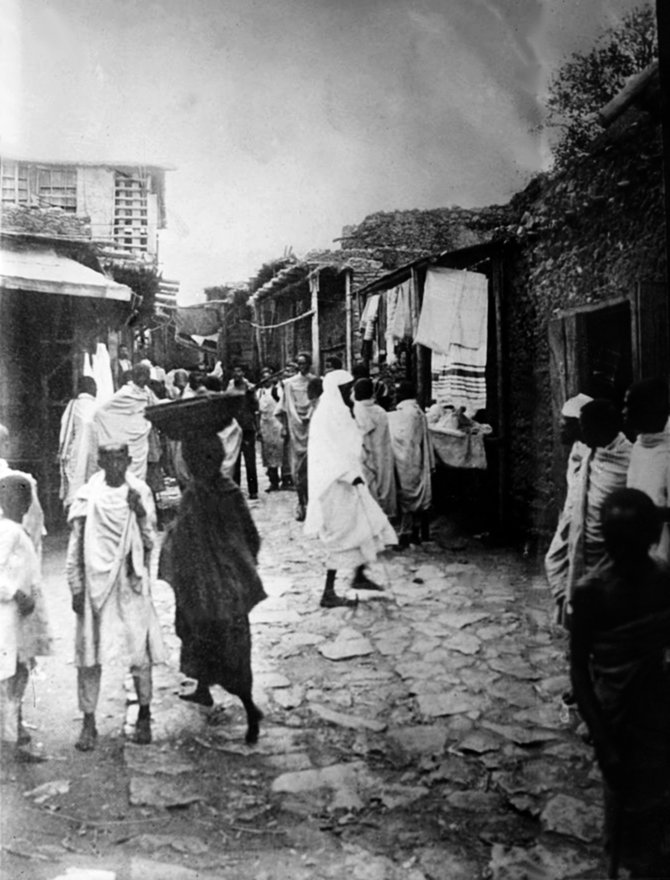
Markt rond 1900

## Werelderfgoed
In 2006 werd het historische centrum van de stad door UNESCO tot werelderfgoed verklaard. Het gebied van de inschrijving omvat 48 ha.